# Ants Murakin
Ants Murakin, född 6 januari 1892 i Õisu, Viljandi län, Guvernementet Livland, Kejsardömet Ryssland (nuvarande Estland), död 11 januari 1975 i Norrköping, var en estländsk-svensk teckningslärare och målare.
Han var son till stallmästaren Peter Murakin och Mari Laev och 1930-1937 gift med skådespelaren Marina Mikk. Murakin studerade vid Franz von Bazans teaterdekorationsateljé och för Rudolf von zur Mühlenile i Tartu 1906-1909 samt vid konstskolor i Wien och Budapest 1917-1920. Innan han kom till Sverige medverkade han i utställningar i Estland, Lettland, Litauen, Ungern och Polen. Han blev svensk medborgare 1959 och har i Sverige medverkat i utställningarna Estnisk och lettisk konst på Liljevalchs konsthall och Baltisk konst på Värmlands museum. Tillsammans med Otto Paas och Arno Vihalemm ställde han ut på Norrköpings konstmuseum 1945 och separat på bland annat Karlskoga konsthall. Hans konst består av stilleben, porträtt och landskapsmålningar. Murakin är representerad vid Tallinn museum och Tartu museum. 